# Calcio Padova
Calcio Padova este un club de fotbal din Padova, Italia, care evoluează în Serie B. A fost fondată în 1910. Culorile sale sunt albul și roșul.

## Antrenori notabili
- Béla Guttmann: 1949-50
- Nereo Rocco: 1953-59
- Mauro Sandreani: 1991-96
- Renzo Ulivieri: 2004-05
- Andrea Mandorlini: 2006-07

## Jucători notabili
| - Ivone De Franceschi - Demetrio Albertini - Nicola Amoruso - Simone Barone - Antonio Benarrivo - Sergio Brighenti - Gino Colaussi - Alessandro Del Piero - Angelo Di Livio | - Gianluca Falsini - Stefano Fiore - Alfredo Foni - Giuseppe Galderisi - Vincenzo Iaquinta - Cristiano Lucarelli - Roberto Muzzi - Aldo Olivieri - Mario Perazzolo | - Giovanni Vecchina - Walter Zenga - Charles Adcock - Jorge Quinteros - Zlatan Muslimović - Goran Vlaović - Michel Kreek - Kurt Hamrin - Alexi Lalas |